# Sooner or Later (canção de N.E.R.D.)
"Sooner or Later" é uma canção escrita por Pharrell Williams, gravada pela banda N.E.R.D.
É o terceiro single do terceiro álbum de estúdio lançado a 6 de Junho de 2008, Seeing Sounds.